# Jan Le Loup
Jan Le Loup (? - 5 november 1607) was een slachtoffer van de heksenvervolging in Europa. Als weerwolf werd hij op 5 november 1607 veroordeeld tot 'wurging aan de staak en daarna tot verbranding tot as'.
De naam van Jan Le Loup viel op het proces tegen Henry Gardinn dat in 1605 werd gevoerd. Jan Le Loup zou Henry Gardinn hebben overtuigd weerwolf te worden, net als hij. Samen met nog een derde kompaan zouden ze een kind geroofd en opgegeten hebben. Henry Gardinn werd veroordeeld en geëxecuteerd, Jan Le Loup kon tijdig vluchten. Hij ging in Heusden wonen maar werd in 1607 alsnog gearresteerd en aangeklaagd. Eerst ontkende hij alle beschuldigingen maar later, tijdens de foltering, bekende hij dat hij een weerwolf-tovenaar was die inderdaad een kind had opgegeten. Hij had ook contacten met de duivel die hij 'Clant' noemde. Van de duivel mocht hij niet meer te biechten gaan, anders zou hij in het water gesmeten worden. Jan Le Loup gaf toe dat hij seksuele betrekkingen met de duivel had. Die zag er onderaan uit als een dier, hij was koud en stonk. Jan Le Loup bevestigde dit alles ook na de folteringen en werd veroordeeld. Hij werd aan de paal gewurgd en dan verbrand. Nadien werd op de executieplaats een staak met een rad opgericht en daarop de houten afbeelding van een weerwolf.